# Prem"jer-liha 2011-2012
La Prem"jer-liha 2011-12 è stata la 21ª edizione del massimo campionato di calcio ucraino. La stagione è iniziata l'8 luglio 2011 ed è terminata il 10 maggio 2012. Lo Šachtar ha vinto il titolo per la settima volta, la terza consecutiva.

## Novità
Il Sevastopol' e il Metalurh Zaporižžja erano retrocessi al termine della stagione 2010-2011. Al loro posto erano stati promossi Oleksandrija e Čornomorec'.

## Regolamento
Le 16 squadre partecipanti si sono affrontate in un girone di andata e ritorno, per un totale di 30 giornate.

La squadra campione di Ucraina e la seconda classificata si sono qualificate rispettivamente per la fase a gironi e per il terzo turno di qualificazione della UEFA Champions League 2012-2013.

La terza, la quarta e la quinta classificata si sono qualificate rispettivamente per i play-off, per il terzo e per il secondo turno di qualificazione della UEFA Europa League 2012-2013.

Le ultime due classificate sono retrocesse direttamente in Perša Liha.

## Squadre partecipanti
| Club             | Stagione | Città          | Stadio                   | Stagione 2010-2011         |
| ---------------- | -------- | -------------- | ------------------------ | -------------------------- |
| Arsenal Kiev     | dettagli | Kiev           | Stadio Viktor Bannikov   | 9º posto in Prem"jer-liha  |
| Čornomorec'      | dettagli | Odessa         | Stadio Spartak           | 2º posto in Perša Liha     |
| Dinamo Kiev      | dettagli | Kiev           | Stadio Dinamo Lobanovski | 2º posto in Prem"jer-liha  |
| Dnipro           | dettagli | Dnipropetrovsk | Dnipro Arena             | 4º posto in Prem"jer-liha  |
| Illičivec'       | dettagli | Mariupol'      | Stadio Illičivec'        | 14º posto in Prem"jer-liha |
| Karpaty          | dettagli | Leopoli        | Stadio Ucraina           | 5º posto in Prem"jer-liha  |
| Kryvbas          | dettagli | Kryvyj Rih     | Stadio Metalurh          | 13º posto in Prem"jer-liha |
| Metalist         | dettagli | Charkiv        | Stadio Metalist          | 3º posto in Prem"jer-liha  |
| Metalurh Donec'k | dettagli | Donec'k        | Stadio Metalurh          | 8º posto in Prem"jer-liha  |
| Obolon'          | dettagli | Kiev           | Stadio Obolon            | 10º posto in Prem"jer-liha |
| Oleksandrija     | dettagli | Oleksandrija   | CSC Nika                 | 1º posto in Perša Liha     |
| Šachtar          | dettagli | Donec'k        | Donbas Arena             | Campione di Ucraina        |
| Tavrija          | dettagli | Sinferopoli    | Stadio Lokomotiv         | 7º posto in Prem"jer-liha  |
| Volyn'           | dettagli | Luc'k          | Stadio Avanhard          | 11º posto in Prem"jer-liha |
| Vorskla          | dettagli | Poltava        | Stadio Vorskla           | 6º posto in Prem"jer-liha  |
| Zorja            | dettagli | Luhans'k       | Stadio Avanhard          | 12º posto in Prem"jer-liha |

## Classifica finale
|                    | Pos. | Squadra          | Pt | G  | V  | N  | P  | GF | GS | DR  |
| ------------------ | ---- | ---------------- | -- | -- | -- | -- | -- | -- | -- | --- |
| Ucraina (bandiera) | 1.   | Šachtar          | 79 | 30 | 25 | 4  | 1  | 80 | 18 | +62 |
|                    | 2.   | Dinamo Kiev      | 75 | 30 | 23 | 6  | 1  | 56 | 12 | +44 |
|                    | 3.   | Metalist         | 59 | 30 | 16 | 11 | 3  | 54 | 32 | +22 |
|                    | 4.   | Dnipro           | 52 | 30 | 15 | 7  | 8  | 52 | 35 | +17 |
|                    | 5.   | Arsenal Kiev     | 51 | 30 | 14 | 9  | 7  | 44 | 27 | +17 |
|                    | 6.   | Tavrija          | 45 | 30 | 12 | 9  | 9  | 43 | 36 | +7  |
|                    | 7.   | Metalurh Donec'k | 42 | 30 | 12 | 6  | 12 | 35 | 34 | +1  |
|                    | 8.   | Vorskla          | 37 | 30 | 9  | 10 | 11 | 38 | 43 | -5  |
|                    | 9.   | Čornomorec'      | 37 | 30 | 10 | 7  | 13 | 32 | 42 | -10 |
|                    | 10.  | Kryvbas          | 33 | 30 | 9  | 6  | 15 | 22 | 38 | -16 |
|                    | 11.  | Illičivec'       | 32 | 30 | 8  | 8  | 14 | 28 | 42 | -14 |
|                    | 12.  | Volyn'           | 27 | 30 | 7  | 6  | 17 | 25 | 43 | -18 |
|                    | 13.  | Zorja            | 26 | 30 | 6  | 8  | 16 | 34 | 58 | -24 |
|                    | 14.  | Karpaty          | 23 | 30 | 5  | 8  | 17 | 27 | 51 | -24 |
|                    | 15.  | Obolon'          | 21 | 30 | 4  | 9  | 17 | 17 | 42 | -25 |
|                    | 16.  | Oleksandrija     | 20 | 30 | 4  | 8  | 18 | 24 | 58 | -34 |

Legenda:
      Campione di Ucraina e ammessa alla UEFA Champions League 2012-2013
      Ammessa alla UEFA Champions League 2012-2013
      Ammesse alla UEFA Europa League 2012-2013
      Retrocessa in Perša Liha 2012-2013

## Statistiche

### Capoliste solitarie
- Dalla 2ª alla 7ª giornata:  Šachtar
- Dalla 14ª alla 25ª giornata:  Dinamo Kiev
- Dalla 29ª alla 30ª giornata:  Šachtar

### Classifica marcatori[2]
| Gol | Rigori |  | Giocatore          | Squadra      |
| --- | ------ |  | ------------------ | ------------ |
| 14  |        |  | Jevhen Selezn'ov   | Šachtar      |
| 14  | 2      |  | Maicon             | Volyn'       |
| 12  |        |  | Andrij Jarmolenko  | Dinamo Kiev  |
| 12  | 3      |  | Luiz Adriano       | Šachtar      |
| 12  |        |  | Brown Ideye        | Dinamo Kiev  |
| 11  |        |  | Anton Šynder       | Tavrija      |
| 11  | 2      |  | Marko Dević        | Metalist     |
| 10  | 1      |  | Cleiton Xavier     | Metalist     |
| 10  |        |  | Henrix Mxit'aryan  | Šachtar      |
| 10  | 1      |  | Nikola Kalinić     | Dnipro       |
| 10  |        |  | Jonathan Cristaldo | Metalist     |
| 9   |        |  | Oleksandr Kovpak   | Arsenal Kiev |
| 8   | 2      |  | Serhij Nazarenko   | Tavrija      |
| 8   |        |  | Jevhen Konopljanka | Dnipro       |
| 8   |        |  | Ahmed Januzi       | Vorskla      |